# Hans Fallada

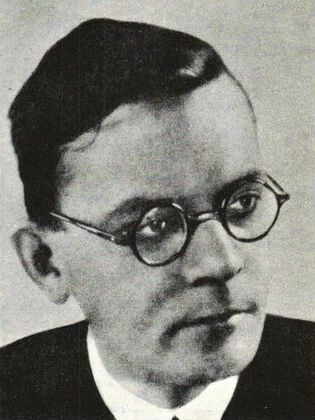
Hans Fallada

Hans Fallada, vlastním jménem Rudolf Wilhelm Friedrich Ditzen (21. července 1893, Greifswald – 5. února 1947, Berlín) byl německý spisovatel první poloviny 20. století.. Jeho pseudonym pochází z kombinace jmen postav z pohádek bratří Grimmů: Hans je z pohádky Hans im Glück (česky Jak Honza ke štěstí přišel) a Fallada je jméno koně v pohádce Die Gänsemagd (Husopaska).

## Život
Fallada se narodil roku 1893 v Pomořansku v Greifswaldu jako syn venkovského soudce. Roku 1901 byl jeho otec přidělen k Odvolacímu soudu v Berlíně, kde Fallada začal studovat na gymnáziu. Roku 1909 pokračoval ve studiu v Lipsku, když byl jeho otec přeložen k Nejvyššímu říšskému soudu. Na obou školách byl outsiderem a uzavíral se do sebe. Jeho roky dospívání tak byly charakterizovány rostoucí izolací, pochybnostmi o vlastních schopnostech a také sporem s otcem, který chtěl, aby se stal advokátem. V tomto období také vznikly jeho celoživotní problémy s drogami, zaviněné braním léků tišících bolest ze zranění, které utrpěl při vážné dopravní nehodě (přejelo jej koňské spřežení a byl kopnut koněm do obličeje).
Jeho rodiče jej poslali na osm týdnů na léčení do sanatoria ve městečku Bad Berka a pak roku 1911 na gymnázium do Rudolstadtu. Zde se seznámil s Hannsem Dietrichem von Neckerem a společně se rozhodli zinscenovat souboj a spáchat tak sebevraždu. Fallada souboj přežil a byl obviněn z vraždy. Posléze byl prohlášen za nepříčetného a obvinění bylo staženo.
Školu musel ovšem Fallada opustit. Na začátku první světové války se přihlásil do armády jako dobrovolník, ale byl odmítnut. V letech 1917 až 1919 se na různých psychiatrických klinikách léčil ze své závislosti na alkoholu a morfiu. Do této doby se také datují jeho první literární pokusy. Roku 1920 vyšel jeho první román Der junge Goedeschal (Mladý Goedeschal) a roku 1923 další román Anton und Gerda (Anton a Gerda).
Následně prošel mnoha zaměstnáními. Pracoval na různých statcích nebo obchodech se zemědělskými plodinami, byl například účetním i nočním hlídačem. Dvakrát byl odsouzen za zpronevěru, protože potřeboval peníze na drogy. Po svém druhém propuštění roku 1928 se rozhodl začít nový život a oženil se s Annou Isselovou, se kterou měl čtyři děti. Roku 1932 vydal své nejznámější dílo, román Kleiner Mann – was nun? (Občánku a co teď?), který mu přinesl mezinárodní uznání. Ve Velké Británii a v USA se román stal bestsellerem a byl dokonce zfilmován.

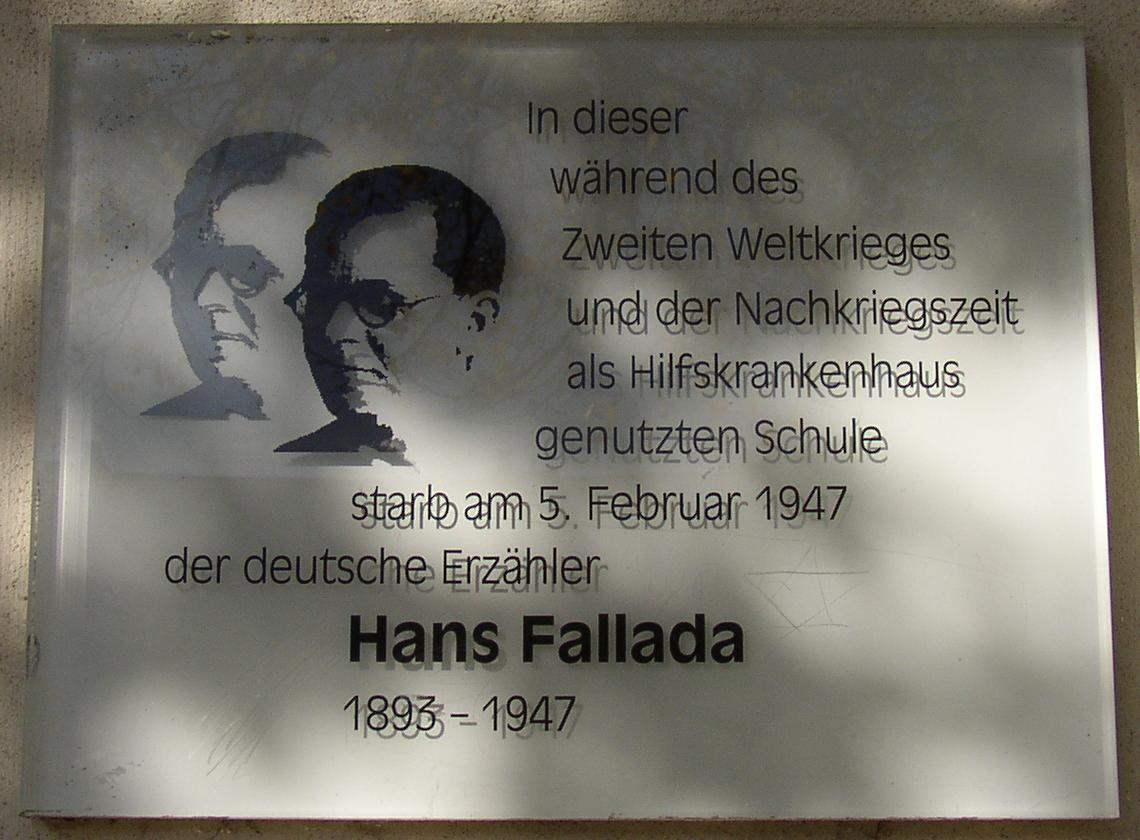
Hans Falalda - pamětní deska v Berlíně

Po nástupu nacismu zůstal v Německu, protože si nedokázal představit, že by žil a psal někde jinde. Bylo mu to vyčítáno, přestože byl nacisty považován za nepříliš žádoucího autora. To se změnilo roku 1937 po vydání románu Wolf unter Wölfen (Vlk mezi vlky), který obsahoval ostrou kritiku Výmarské republiky a který jmenovitě ocenil Joseph Goebbels. Poté začaly být některé Falladovy knihy (byť s vynucenými úpravami) znovu vydávány. Nacistickému tlaku se Fallada vyhýbal tím, že psal zábavné a vzpomínkové knihy a pohádkové příběhy pro děti. Žil na svém statku v Gartwitzu, kde se seznámil s Ursulou Löschovou, která stejně jako on holdovala alkoholu a morfiu. Roku 1944 se kvůli ní rozešel se svou ženou Annou a ohrozil ji dokonce na životě. Po rozhodnutí soudu se musel opět uchýlit do léčebného ústavu, kde za pouhých čtrnáct dní napsal román Der Trinker (Pijan), který ale vyšel až po jeho smrti.
Po skončení druhé světové války se Fallada rozhodl podporovat demokratické tendence v Německu. Byl osmnáct měsíců prozatímním starostou města Feldbergu a spolupracoval s deníkem Tägliche Rundschau, vycházejícím v sovětské okupační zóně. Deprimován zdánlivě nesplnitelným úkolem vymýtit stopy nacismu z německé společnosti propadl opět alkoholu a morfiu a zbytek svého života prožil v různých nemocnicích. Umřel roku 1947 na předávkování morfiem.
Ve svých románech se Fallada stal jakýmsi mluvčím obyčejných lidí, často z maloměšťácké vrstvy. Mistrně je charakterizuje a popisuje jejich běžný život, jejich běžné radosti i starosti. Jeho tvorba je řazena do uměleckého směru Nová věcnost (Neue Sachlichkeit), který byl součástí obecného příklonu evropského umění ke skutečnosti.
Na Falladovu počest založilo roku 1981 město Neumünster Cenu Hanse Fallady (Hans-Fallada-Preis) udělovanou každé dva roky mladému autorovi z německy mluvících zemí. Je po něm pojmenován asteroid a v Carwitzu bylo založeno jeho muzeum.

## Bibliografie

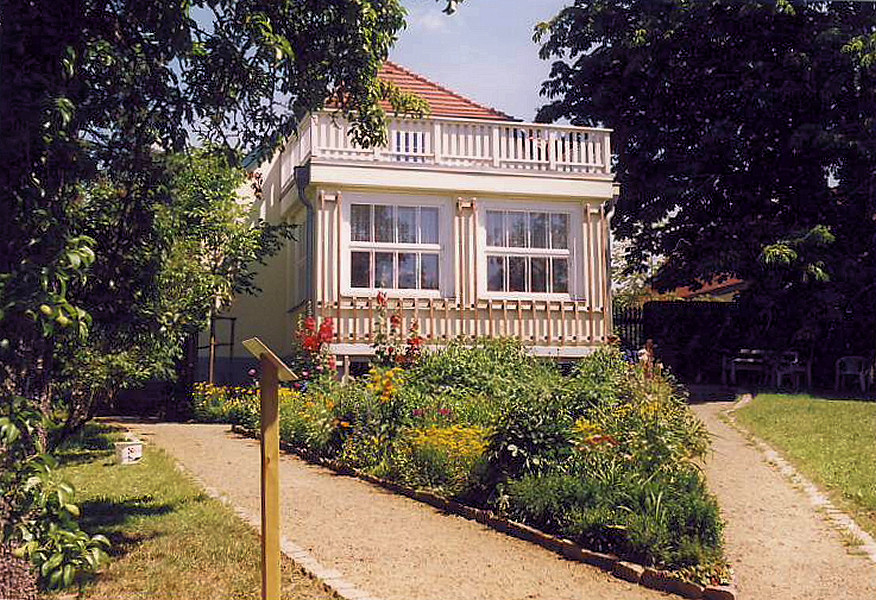
Falladovo muzeum v Carwitzu

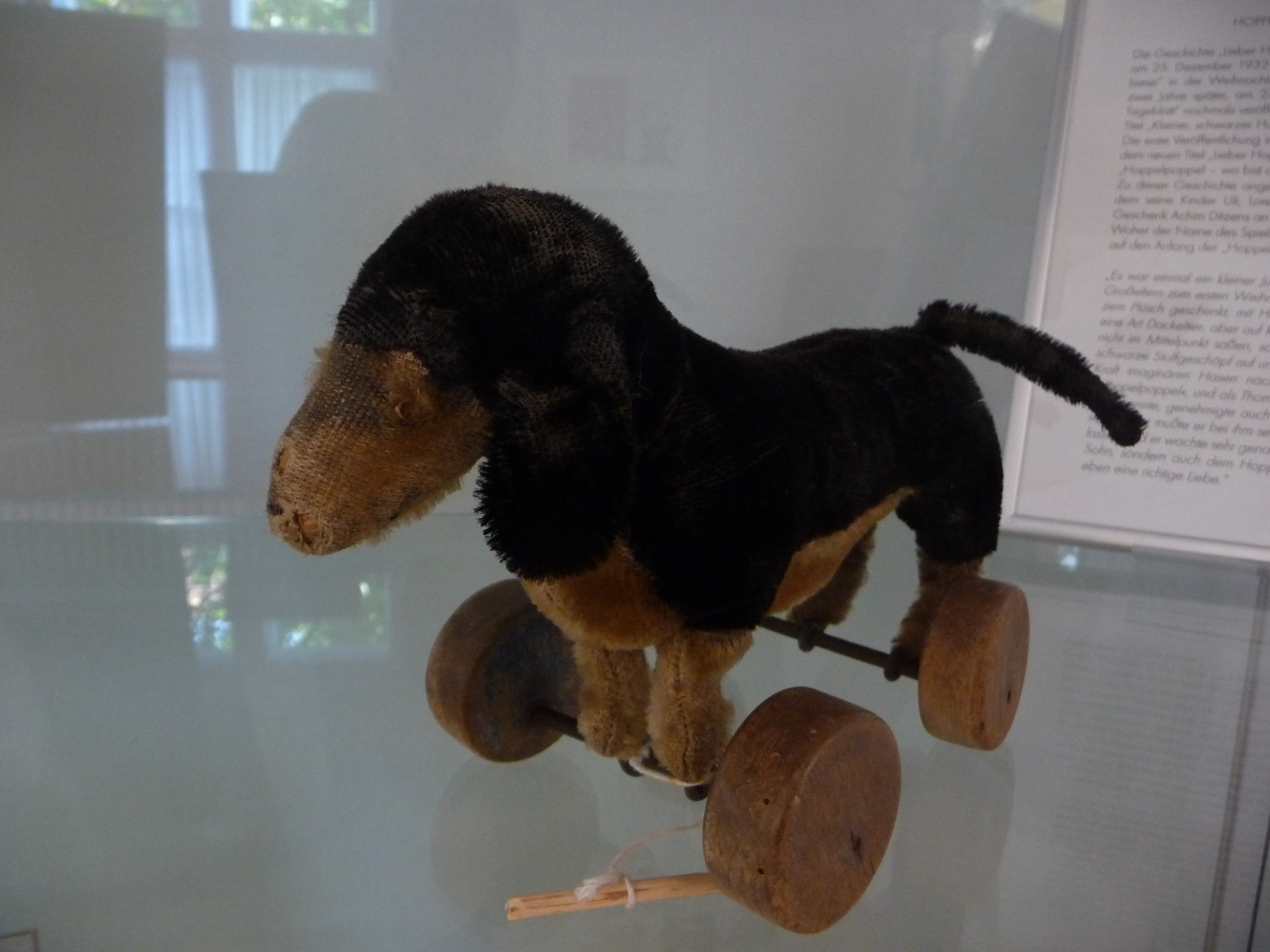
Pes Hoppelpoppel

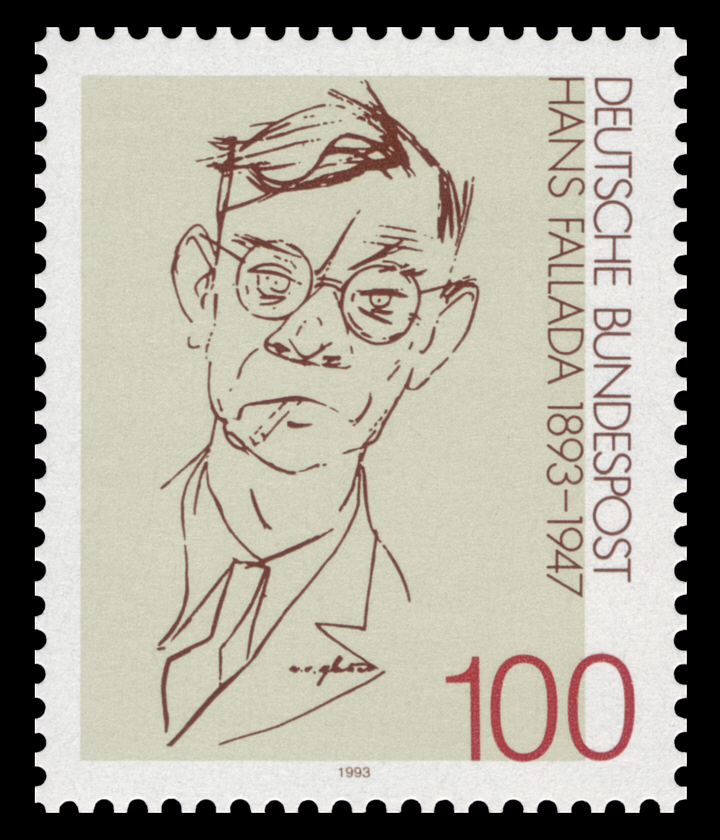
Německá poštovní známka vydaná ke stému výročí Falladova narození

## Vydáno posmrtně
- Der Alpdruck (1947, Můra), román z konce druhé světové války.
- Zwei zarte Lämmchen weiß wie Schnee (1948, Dvě něžné ovečky bílé jako sníh).
- Der Trinker (napsáno 1944, Pijan), vydáno 1950). Drastický životní příběh obchodníka, který propadne alkoholu, zničí své manželství a na doživotí se ocitá v ústavu pro úchylné trestance.
- Ein Mann will nach oben (napsáno 1941), vydáno 1953.
- Ein Mann will nach oben (1953).
- Die Stunde, eh’ du schlafen gehst (napsáno 1941, Hodina, než jdeš spát), vydáno 1954.
- Junger Herr-ganz groß (1987).
- Drei Jahre kein Mensch (1997).
- Strafgefangener Zelle 32. (1998), deník z vězení z let 1922–1924.
- Sachlicher Bericht über das Glück, ein Morphinist zu sein (2005), sbírka povídek
- Gefängnistagebuch 1944 (2009).

## Filmové adaptace
- Kleiner Mann – was nun? (1933, Občánku, a co teď?), německý film, režie Fritz Wendhausen.
- Little Man, What Now? (1934, Občánku, a co teď?), americký film, režie Frank Borzage.
- Altes Herz geht auf die Reise (1938, Staré srdce jde do světa), německý film, režie Carl Junghans.
- Tutto da rifare pover'uomo (1960), italský televizní seriál podle románu Občánku, a co teď?, režie Eros Macchi.
- Wer einmal aus dem Blechnapf frißt (1962, Kdo jednou jedl z plechové misky), německý televizní seriál, režie Fritz Umgelter.
- Jeder stirbt für sich allein (1962, I ve smrti sami, německý televizní film, režie Falk Harnack.
- Wolf unter Wölfen (1964, Vlk mezi vlky), německý (NDR) televizní seriál, režie Walter Beck a Hans-Joachim Kasprzik.
- Der Trinker (1967, Pijan), německý televizní film, režie Dietrich Haugk.
- Kleiner Mann – was nun? (1967, Občánku, a co teď?), německý (NDR) televizní film, režie Hans-Joachim Kasprzik.
- Jeder stirbt für sich allein (1970, I ve smrti sami), německý (NDR) třídílný televizní film.
- Bauern, Bonzen und Bomben (1973, Sedlácí, bonzové a bomby), německý televizní seriál, režie Egon Monk.
- Kleiner Mann – was nun? (1973, Občánku, a co teď?), německý televizní film, režie Peter Zadek.
- Jeder stirbt für sich allein (1976, I ve smrti sami, německý film, režie Alfred Vohrer.
- Ein Mann will nach oben (1978), německý televizní seriál, režie Herbert Ballmann.
- Ubohý pan Kufalt (1981), český dvoudílný televizní film, režie František Filip.
- Die Geschichte vom goldenen Taler (1985, Příběh zlatých tolarů). německý televizní film (NDR) podle pohádky z knihy  Pohádky z Batolína, režie Bodo Fürneisen.
- Altes Herz geht auf die Reise (1987, Staré srdce jde do světa), německý televizní film, režie Hans Knötzsch.
- Der Trinker (1995, Pijan), německý televizní film, režie Tom Toelle.
- I ve smrti sami (2004), český třídílný televizní film, režie Dušan Klein.

## Česká vydání
- Občánku, a co teď?, Bohumil Janda, Praha 1933, přeložil Ivan Olbracht pod pseudonymem Josef Vrbata, znovu Josef Hampl, Čelákovice 1936.
- Ubohý pan Kufalt, Bohumil Janda, Praha 1934, přeložila Olga Laurinová, znovu 1942.
- Sedláci se bouří, Václav Petr, Praha 1934, přeložila Zdenka Hofmanová.
- Vlk mezi vlky, František Borový, Praha 1938, přeložil Jan Münzer.
- Měli jsme dítě, Josef Richard Vilímek, Praha 1938, přeložil Jan Münzer.
- Staré srdce jde do světa, Evropský literární klub, Praha 1938, přeložil Milan Rusinský, znovu Bohumil Janda, Praha 1941.
- Železný Gustav, Světový literární klub, Praha 1941, přeložil Jaroslav Scheiner.
- Občánek milionářem, Čin, Praha 1941, přeložil Bohumil Mathesius.
- O písaři, který letěl na venkov, Ústřední dělnické knihkupectví a nakladatelství, Praha 1941, přeložil Karel Kraus.
- Pohádky z Batolína, Všetečka a spol., Praha 1942, přeložil A. K.
- I ve smrti sami, Československý spisovatel, Praha 1954, přeložila Kamila Jiroudková.
- Vlk mezi vlky, SNKLHU, Praha 1958, přeložila Kamila Jiroudková, znovu Svoboda, Praha 1973.
- Pijan, Československý spisovatel, Praha 1958, přeložila Kamila Jiroudková.
- Kdo už jednou seděl v base, Odeon, Praha 1968, přeložil Bedřich Fučík.
- Občánku, a co teď?, Odeon, Praha 1973, přeložil Ivan Olbracht a Evženie Nová.
- Zlato za železo, Odeon, Praha 1977, přeložila Kamila Jiroudková, toto vydání vychází z přepracovaného textu od východoněmeckého literárního vědce Güntera Caspara, který údajně představuje původní koncepci autorovy knihy Železný Gustav.
- Jezevec Fridolín, Albatros, Praha 1978, přeložil Jiří Stach.
- Pijan, Odeon, Praha 1997, přeložili Věra a Karel Houbovi, znovu Ikar, Praha 2011.
  - zpracováno v Českém rozhlasu v roce 2004 jako dvanáctidílná četba na pokračování, připravil a čte Pavel Soukup, režie Vlado Rusko.[7]
- Každý umírá sám, Ikar, Praha 2012, přeložila Jana Zoubková, první vydání autorského nezkráceného znění.